# 大頭彎頜象鼻魚
大頭彎頜象鼻魚，為輻鰭魚綱骨舌魚目象鼻魚科的其中一種。分布於非洲剛果民主共和國Mweru湖，棲息於水底，具有發電器官，用來偵測獵物，體長可達32公分。